# Cataglyphis
Cataglyphis je rod mravenců podčeledi Formicinae. Jeho nejznámějším druhem je Cataglyphis bicolor (pouštní mravenec), který vyhledává živočichy pošlé v důsledku vyčerpání horkem a dokáže si udržet tělesnou teplotu až do 50 °C.

## Popis
Druhy tohoto rodu jsou přizpůsobeny suchému a horkému prostředí.

## Rozšíření
Nejméně pět různých druhů rodu Cataglyphis se vyskytuje na Sahaře, kterou můžeme považovat za centrum šíření tohoto rodu. Některé druhy se vyskytují v jižním Rusku, evropské části Turecka, bývalé Jugoslávii a Maďarsku.

## Druhy
- Cataglyphis abyssinicus (Forel, 1904)
- Cataglyphis adenensis (Forel, 1904)
- Cataglyphis aenescens (Nylander, 1849)
- Cataglyphis albicans (Roger, 1859)
- Cataglyphis alibabae Pisarski, 1965
- Cataglyphis altisquamis (Andre, 1881)
- Cataglyphis argentatus (Radoszkowsky, 1876)
- Cataglyphis asiriensis Collingwood, 1985
- Cataglyphis bicolor (Fabricius, 1793) — pouštní mravenec
- Cataglyphis bicoloripes Walker, 1871
- Cataglyphis bombycinus (Roger, 1859) — Sahara
- Cataglyphis cana Santschi, 1925
- Cataglyphis cinnamomeus (Karavaiev, 1910)
- Cataglyphis constrictus (Mayr, 1868)
- Cataglyphis cugiai Menozzi, 1939
- Cataglyphis cursor (Fonscolombe, 1846)
- Cataglyphis diehlii (Forel, 1902)
- Cataglyphis elegantissimus Arnol'di, 1968
- Cataglyphis emeryi (Karavaiev, 1910)
- Cataglyphis emmae (Forel, 1909)
- Cataglyphis floricola Tinaut, 1993
- Cataglyphis foreli (Ruzsky, 1903)
- Cataglyphis fortis (Forel, 1902) — Sahara
- Cataglyphis frigidus (Andre, 1881)
- Cataglyphis gaetulus Santschi, 1929
- Cataglyphis gracilens Santschi, 1929
- Cataglyphis hannae Agosti, 1994 — Tunisko
- Cataglyphis hellenicus (Forel, 1886)
- Cataglyphis hispanicus (Emery, 1906)
- Cataglyphis humeya Tinaut, 1991
- Cataglyphis ibericus (Emery, 1906)
- Cataglyphis indicus Pisarski, 1961
- Cataglyphis isis (Forel, 1913)
- Cataglyphis italicus (Emery, 1906)
- Cataglyphis karakalensis Arnol'di, 1964
- Cataglyphis kurdistanicus Pisarski, 1965
- Cataglyphis laevior Santschi, 1929
- Cataglyphis lividus (Andre, 1881)
- Cataglyphis longipedem (Eichwald, 1841)
- Cataglyphis lucasi (Emery, 1898)
- Cataglyphis lunaticus Baroni Urbani, 1969
- Cataglyphis machmal Radchenko & Arakelian, 1991
- Cataglyphis mauritanicus (Emery, 1906) — Sahara
- Cataglyphis minimus Collingwood, 1985
- Cataglyphis niger (Andre, 1881)
- Cataglyphis nigripes Arnol'di, 1964
- Cataglyphis nodus (Brulle, 1832) — Dalmácie
- Cataglyphis otini Santschi, 1929
- Cataglyphis oxianus Arnol'di, 1964
- Cataglyphis pallidus Mayr, 1877
- Cataglyphis piliger Arnol'di, 1964
- Cataglyphis piliscapus (Forel, 1901)
- Cataglyphis rosenhaueri Santschi, 1925
- Cataglyphis ruber (Forel, 1903)
- Cataglyphis sabulosus Kugler, 1981
- Cataglyphis saharae Santschi, 1929
- Cataglyphis savignyi (Dufour, 1862) — Sahara
- Cataglyphis semitonsus Santschi, 1929
- Cataglyphis setipes (Forel, 1894)
- Cataglyphis takyrica Dlussky, 1990
- Cataglyphis theryi Santschi, 1921
- Cataglyphis urens Collingwood, 1985
- Cataglyphis velox Santschi, 1929
- Cataglyphis viaticoides (Andre, 1881)
- Cataglyphis viaticus (Fabricius, 1787)